# لوف كريتي
اللوف الكريتي (باللاتينية: Arum creticum) أحد الأنواع في جنس اللوف الذي يتبع الفصيلة القلقاسية من أحاديات الفلقة.
يتوطن في جزيرتي كريت وكرباثوس في اليونان وفي بعض مناطق جنوب غرب تركيا. هو نادر في الوطن العربي. يعيش في المنحدرات الصخرية.

## الوصف النباتي
هذا النبات معمر ويكون ارتفاعه ما بين 20 و 50 سم. لون الزهرة أصفر ولها رائحة زكية، بعكس معظم أنواع اللوف الأخرى.